# El Grullo
El Grullo est une ville et une municipalité de l'État de Jalisco au Mexique.
Elle fait partie de la zone métropolitaine d'Autlán de Navarro (es) et d'El Limon (es) dans le diocèse d'Autlán.
La municipalité compte 24 312 habitants en 2015.

## Toponymie et héraldique
Le blason d'El Grullo représente sa vocation musicale (figurée par une partition en haut à gauche), la production agricole de la région (citrouille, maïs et canne à sucre) et un étang herbeux avec une grue. Bien que la grue (en espagnol : grulla) rappelle le nom de la ville, elle ne figure qu'à titre décoratif dans le blason. L'élément essentiel du tableau est au contraire la plante aquatique appelée « zacate grullo » représentée dans l'étang. Cette plante peuplait autrefois la zone humide aux alentours d'El Grullo et a donné son nom à la ville,. Le blason porte la devise « Salve feraz valle » en l'honneur du sol fertile de la municipalité. Le profil caractéristique de l'église paroissiale complète les ornements extérieurs du blason.

## Géographie

### Situation
El Grullo se trouve à environ 500 km à l'ouest de Mexico.
Elle est située au dessus de 800 m d'altitude, dans la région de la Sierra de Amula. Le principal cours d'eau, la rivière Ayuquila, sert de limite entre El Grullo et Autlán. L'autoroute Guadalajara - Barra de Navidad dessert El Grullo avec une extension de 9 km vers Ciudad Guzmán. L'aéroport local peut recevoir de petits avions. Il y a une gare ferroviaire[à vérifier].

### Climat
La température moyenne annuelle est de 24,1 °C. La région a un climat très humide :
les précipitations annuelles moyennes sont de 854 mm, il pleut principalement de juin à septembre.

### Écologie
Les terres agricoles prédominent de 800 à 1 000 m d'altitude. Il y a quelques gisements de cuivre et de manganèse dans la région mais ils ne sont pas exploités. La municipalité conserve, au-dessus de 1 000 m d'altitude, une  zone forestière d'environ 2 000 ha couverte de chênes verts, chênes rouvres et pins principalement. Le noyer est présent aussi, ainsi que le parota. La faune comprend des cerfs, renards, jaguarondis, écureuils, mouffettes, tlacuaches (es), lièvres et lapins, ratons laveurs, sangliers, chats sauvages, blaireaux, tatous, coyottes, etc..

## Histoire
La région d'El Grullo et d'Autlán (es) a été conquise en 1524 par Francisco Cortés de San Buenaventura (es).
Fondée à l'origine sous le nom de « Santa María de Guadalupe de El Grullo », la paroisse a accueilli un premier groupe venant de Zacapala au début des années 1800.
Les habitants se sont installés à proximité du ruisseau El Colomo puis progressivement jusqu'en 1830 sur ce qui est devenu l'hacienda de « Zacate Grullo ».
En 1864, c'est à l'hacienda de « Zacate Grullo » que les gouverneurs de Jalisco et de Colima, respectivement Anacleto Herrera y Cairo et Julio García, signent sous la pression d'Antonio Rojas (en) un pacte en sept points à l'encontre des conservateurs de la région, ce qui incita Antonio Rojas à des excès inqualifiables,.
Officialisée comme poste de police politique et judiciaire du 6e canton d'Autlán en 1900, la communauté est devenue une municipalité en 1912 et a reçu le titre de ville en 1962.

## Démographie
La municipalité d'El Grullo comprend 35 localités habitées dont les plus importantes sont
- le chef-lieu (près de 21 000 habitants en 2010),
- Ayuquila (près de 900 habitants),
- La Laja de Abajo (environ 450 habitants),
- El Aguacate et Las Pilas.

La population de El Aguacate décroit depuis les années 2000 alors que celle de Las Pilas augmente et approchait 400 habitants en 2010. La population est majoritairement urbaine.
Au recensement de 2015, la population de la municipalité passe à 24 312 habitants.

## Économie

### Agriculture, sylviculture et pêche
Sont notamment cultivés dans la municipalité
- des céréales : maïs, sorgho, riz ;
- des légumes : haricot, courgette, tomate, concombre, ognon, piment vert, pois chiche, pomme de terre ;
- des fruits : arachide, pastèque, avocat, citron vert, orange ;
- le carthame.

On trouve à El Grullo des élevages bovins (lait et viande) et porcins, des volailles et des ruches.
Quelques exploitations forestières traitent, à petite échelle, des essences telles que le pin et le chêne.
La pêche en eau douce fournit des crevettes, carpes et poissons-chats.

### Industrie et artisanat
Les activités industrielles comprennent notamment la sellerie, la confection de sandales et la fabrication de caisses de bois pour l'emballage. La poterie et la fabrication de carreaux et céramiques sont également représentées.

### Services
Pratiquement toutes les activités de service — commerces, banques, restauration, services collectifs, équipements sportifs et culturels, etc. — sont accessibles.
La santé est prise en charge par un hôpital de premier contact, cinq centres de santé ruraux et des cliniques privées.
Quant à l'éducation, El Grullo compte 19 écoles maternelles, 21 écoles primaires, 8 établissements de niveau secondaire, 6 de niveau baccalauréat et 2 écoles spécialisées.

## Tourisme

### Points d'intérêt
L'église paroissiale consacrée à la Vierge de Guadalupe est le monument le plus connu d'El Grullo. Construite au xxe siècle, elle a deux tours, le retable principal à l'intérieur est de style néo-gothique.
Il y a également à voir dans la ville le musée Porfirio Corona, les costumes traditionnels de charros, l'artisanat local, et à proximité : les forêts au nord de la municipalité, les haciendas, etc.

### Festivités
La fête patronale donne lieu à des festivités religieuses et profanes qui durent du 1er au 25 janvier. Il y a des chants, de la musique, des danses traditionnelles, des corridas et des feux d'artifice. Le 12 janvier, des pèlerinages venant de différentes localités se rassemblent avec des fleurs, des bougies allumées, des banderoles et de la musique.

### Spécialités
- birria (es)
- carnitas
- mezcal

## Jumelage
- États-Unis : El Grullo est jumelée avec la ville de Kent dans l'État de Washington.